# Engidalsfjöll
Engidalsfjöll är en bergskedja i republiken Island. Den ligger i regionen Västfjordarna, 220 km norr om huvudstaden Reykjavík.